# El Porvenir (1848-1909)
El Porvenir fue un periódico publicado en la ciudad española de Sevilla entre 1848 y 1909, que osciló entre posiciones progresistas, antes del Sexenio Democrático, y conservadoras, ya bien entrada la Restauración, transitando también por épocas sin una filiación política clara.

## Historia
Fundado el 4 de marzo de 1848 por Antonio María de Cisneros, en 1850 pasaría ya a ser propiedad de Ramón Piñal y Martínez, quien luego cedería parte de esta a Ignacio Boixero y Francisco Puig, volviendo a ser propiedad exclusiva de Piñal más tarde. Este último lo cedería a sus hijos en 1875. Fallecido Enrique Pidal en 1887, siguieron su viuda e hijos con la propiedad de la publicación, pasando El Porvenir entre agosto de 1893 y 1895 a estar en poder de conservadores silvelistas. Cesaría su publicación el 3 de febrero de 1909, tras haber entrado en decadencia sus últimos años con la aparición en 1899 de El Correo de Andalucía. Considerado un periódico progresista en su fundación, afín al liberalismo, pasó por fases en las que transitaría por una época de independencia, sin claro color político, y, durante la década de 1890, mantuvo posiciones próximas al silvelismo, como se ha señalado.
Se habría impreso en la Imprenta de José Gómez, en la de la plaza de San Francisco n.º 20, en la de la Cerrajería n.º 34 y 35 a cargo de Diego Ríos, en la Imprenta y Litografía del Porvenir situada en las calles de Sierpes n.º 13 y 20, O'Donnell n.º 46, Palmas n.º 22, Rosario n.º 11, Francos n.º 23 y San Isidoro n.º 2. Entre el 5 de agosto (número 1.549) y el 6 de octubre de 1852 su publicación estuvo suspendida. De circulación diaria, excepto los lunes, a partir del 31 de mayo de 1896 empezó a publicar dos ediciones diarias, con cuatro páginas, papel común e impresión regular. Publicaba también un Almanaque. Su contenido incluía una parte editorial, variedades, noticias extranjeras y nacionales, noticias de Ultramar, gacetillas, sueltos, revistas, teatros, modas, artes y ciencias, artículos políticos, sección oficial, comercial y religiosa, arrendamientos, folletín, poesías, pasatiempos, telegramas y anuncios. Los editores responsables del periódico fueron, entre otros, Fernando Martínez Díaz, Francisco de P. Martín y Nicolás del Rey y Feria.
Entre los directores, redactores y colaboradores participaron autores como Fernando María Tirado, Adelardo López de Ayala, Rafael Góngora, Manuel María Santana, Joaquín Guichot y Parody, Teodomiro Fernández Aveño, José Velázquez y Sánchez, José Laguillo, Manuel Jiménez Hurtado, Manuel M. Yacosa, Manuel Álvarez Benavides, Cayetano Valverde, Emilio M. de Rosales, José Benavides, Emilio Bravo, Enrique Font, Nicolás Cerero, José Nogués, N. Ariño, Javier Ramírez, Enrique Cisneros, Carlos Jiménez Placer, Felipe Pérez y González, Luis Escudero, Cristóbal Núñez, Santos Nombela, Manuel Díaz Martín, Eugenio González Labandera, J. Núñez de Prado, Eugenio Vera, Luis del Río, Federico Piñal y Alba, José Galván Herrera, Eduardo Reina, José Blanco Portillo, D. Jiménez, Manuel Contreras, José Bores, J. Hernández Mir, Carlos L. Olmedo, Alfonso A. Benavides, Carlos del Río, José Rodríguez Garay, Alfredo Murga y Manuel Chaves, entre otros.